# Dalian Shide Football Club
Maillots

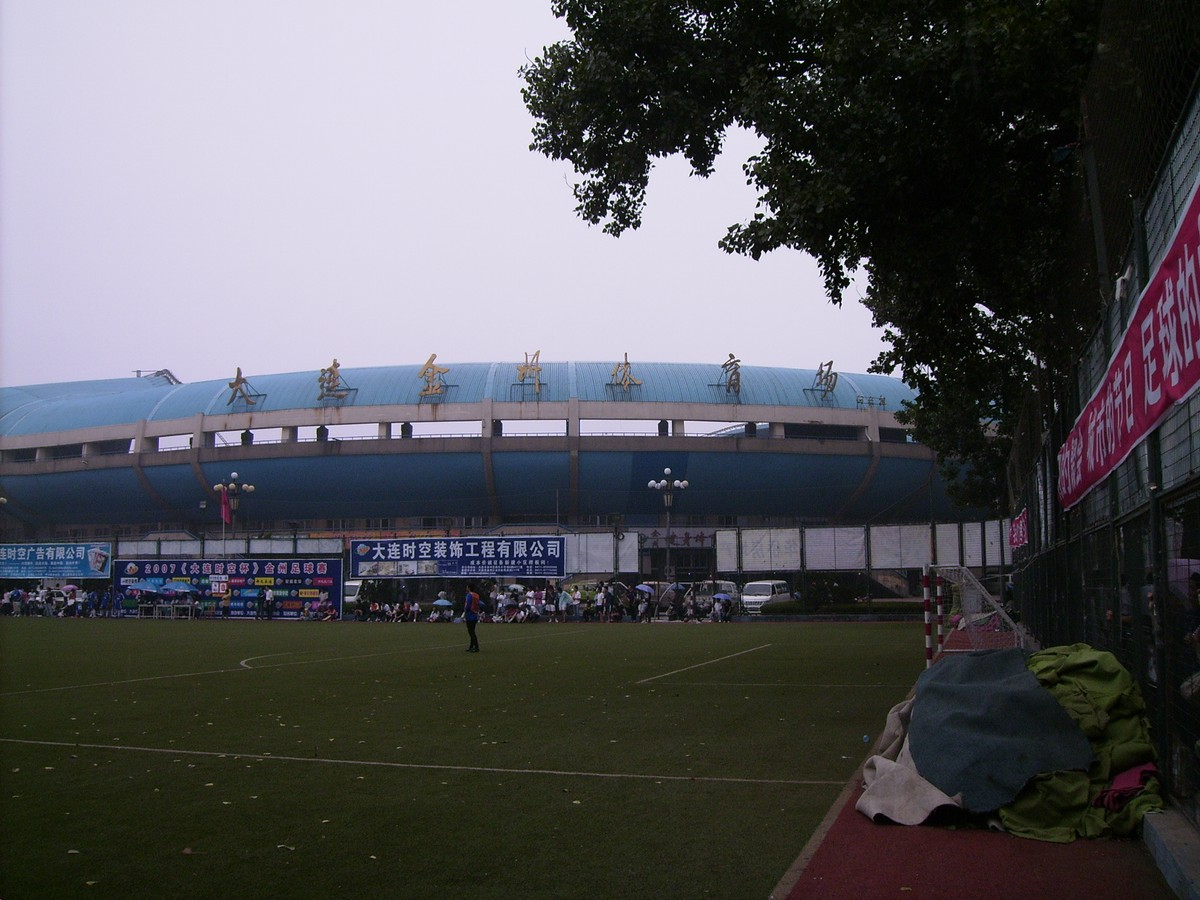
Le Dalian Jinzhou Stadium

Le Dalian Haichang Shide Football Club (en chinois : 大连实德足球俱乐部), plus couramment abrégé en Dalian Haichang Shide, est un ancien club chinois de football fondé en 1955 et disparu en 2012 (à la suite de l'arrestation de son président Xu Ming lors de l'affaire Bo Xilai), et basé dans la ville de Dalian, dans la province du Liaoning.

## Histoire
Le prédécesseur de Dalian Shide a été le Dalian Football Club, qui a été créé en 1982 pour remplacer l'équipe des chantiers maritimes de Dalian, les Dalian Dockyards, dans la 2e Division chinoise, le club est promu au plus haut niveau en 1984, et professionnalisé en 1993 en tant que Dalian Wanda FC. L'équipe masculine est de loin l'équipe la plus accomplie dans le football chinois, remportant 7 des 10 dernières saisons. Dalian a également atteint les quarts de finale des deux premières éditions de l'ACL, mais le club a récemment fait preuve d'incohérence en raison de changements d'équipe et d'entraîneur, en particulier le départ à la retraite du joueur fétiche Hao Haidong. Le 14 février 2010, Zhang Yalin est mort d'un lymphome à Dalian, après deux ans de lutte contre la maladie. Depuis sa mort, le numéro 26 de son maillot n'est plus attribué par le club en hommage.
En novembre 2012, le club disparaît à la suite de l'arrestation de son président Xu Ming lors de l'affaire Bo Xilai. 

## Bilan sportif

### Bilan saison par saison
| Saison | D1  | Points | Journée | Vic. | Nuls | Déf. | B.P. | B.C. | Diff. |
| ------ | --- | ------ | ------- | ---- | ---- | ---- | ---- | ---- | ----- |
| 2010   | 6e  | 42 pts | 30      | 10   | 12   | 8    | 40   | 37   | +3    |
| 2009   | 8e  | 38 pts | 30      | 10   | 8    | 12   | 27   | 31   | -4    |
| 2008   | 14e | 30 pts | 30      | 6    | 12   | 12   | 30   | 40   | -10   |
| 2007   | 5e  | 44 pts | 28      | 11   | 11   | 6    | 36   | 31   | +5    |
| 2006   | 5e  | 45 pts | 28      | 13   | 6    | 9    | 43   | 29   | +14   |

### Palmarès
| Compétitions nationales | Compétitions internationales |
| --- | --- |
| - Championnat de Chine (8) : - Champion : 1994, 1996, 1997, 1998, 2000, 2001, 2002 et 2005. - Vice-champion : 1955. - Coupe de Chine (2) : - Vainqueur : 2001 et 2005. - Finaliste : 1999, 2003 et 2006. - Supercoupe de Chine (3) : - Vainqueur : 1997, 2001 et 2003. - Finaliste : 1998, 1999 et 2002. | - Coupe d'Asie des vainqueurs de coupe : - Finaliste : 2000-01. - Ligue des champions de l'AFC : - Finaliste : 1997-98. - Coupe des champions de l'A3 : - Finaliste : 2003. |

## Personnalités du club

### Présidents du club
- Xu Ming

### Entraîneurs du club
| - Zhang Honggen (1994) - Ge Zengjun (1995) - Chi Shangbin (1995 - 1997) - Xu Genbao (1998 - 1999) - Milorad Kosanović (2000 - 2004) - Hao Haidong (2004) - Vladimir Petrović (2005 - 2006) - Jo Bonfrère (2007) |  | - Ratko Dostanić (2008) - Milorad Kosanović (2008) - Xu Hong (2008-2010) - Liu Zhongchang (2010) - Park Sung-wha (2010 - 2011) - Li Xicai (2011) - Gai Zengjun (2011) - Nelo Vingada (2011 - 2012) |

### Anciens joueurs du club
| - Sun Jihai - Hao Haidong - Dong Fangzhuo - Li Ming |  | - Václav Němeček - Nicolas Ouédec - Perica Ognjenović |